# Israël Salzer
Pour les articles homonymes, voir Salzer.
Israël Salzer (22 juillet 1904, Paris-21 juin 1990, Marseille) est un rabbin français, qui devient grand-rabbin de Marseille en 1929 et qui le demeure pendant 46 ans. Il joue un rôle important durant la Seconde Guerre mondiale. Il traduit et commente des ouvrages sur la Torah.

## Éléments biographiques
Israël Salzer est né à Paris le 22 juillet 1904.
Il étudie au Séminaire israélite de France (SIF), où il obtient en juin 1926 son diplôme de rabbin. Il est nommé rabbin de Dijon en 1928, et devient en 1929, le grand-rabbin de Marseille.
Il épouse en 1932, Fanny (Tsiporah) Amiel, née à Švenčionys, en Lituanie, en 1908.  Son beau-père est Moshe Avigdor Amiel (1883-1946), grand-rabbin de Tel Aviv de 1935 à 1946, après avoir été grand-rabbin d'Anvers, de 1920 à 1936. Israël Salzer est le beau-frère du rabbin René Kapel.
Israël et Fanny Salzer ont deux filles, Myriam (née en 1936) et Danielle (née en 1938).

### La Seconde Guerre mondiale
Le grand-rabbin Salzer s'occupe des détenus au camp des Milles, à Aix-en-Provence (Bouches-du-Rhône),.
En mars 1942, apprenant par la radio anglaise l'imminence de la déportation de 10 000 Juifs étrangers, le grand-rabbin Salzer et le pasteur protestant Henri Manen tentent de rencontrer le maréchal Philippe Pétain mais ne réussissent pas mais voient, par contre, Pierre Laval, le président du Conseil. Ce dernier leur affirme : « Les déportations sont inévitables. Elles se font sur ma propre initiative. »
En janvier 1943, la rafle de Marseille suscite une protestation signée par le grand-rabbin Salzer, le grand-rabbin René Hirschler, aumônier général, et Raymond-Raoul Lambert au nom de l'Union générale des israélites de France (UGIF) de la zone Sud.
En 1943, après la « visite » de la synagogue de la rue de Breteuil, le grand-rabbin Salzer prend des précautions. Les voisins de la famille, Raymond Bertrand et Joséphine Bertrand trouvent un refuge dans une pension de famille à Combloux, dans les Alpes, pour les deux enfants Salzer.
Le directeur du séminaire de Fontlongue à Miramas, Bouches-du-Rhône, le futur prélat  Marius Chalve permet au grand-rabbin Salzer de trouver refuge au séminaire. Mgr Chalve (Prélat de sa Sainteté en 1948) lui fournit une fausse carte d'identité. Il organise ensuite le passage du Grand-rabbin Salzer en Suisse. Mgr Chalve (1881-1970) a été nommé en 1967 Juste parmi les nations.
En 1944, le grand-rabbin Salzer et son épouse cherchent leurs deux filles et les trois enfants du Grand-rabbin René Hirschler- déporté avec son épouse - et se cachent à Dunières près du Chambon-sur-Lignon.

## Après la guerre
À la Libération, le grand-rabbin Salzer récupère toutes ses possessions placées chez ses voisins Bertrand. Les époux Bertrand sont nommés Juste parmi les nations, le 20 août 1995.
Le Grand-rabbin Salzer retrouve son poste de grand-rabbin de Marseille. Il demeure à ce poste jusqu'en 1975, lorsque le futur grand-rabbin de France Joseph Haïm Sitruk le remplace comme grand-rabbin de Marseille. Le grand-rabbin Salzer a été grand-rabbin de Marseille pendant 46 ans.
Il meurt à Marseille le 21 juin 1990 à l'âge de 85 ans.

## Prises de positions
Durant la guerre du Kippour (6 octobre au 24 octobre 1973), le grand-rabbin Salzer proteste le 11 octobre 1973 auprès de Georges Pompidou, président de la République, au sujet de l'envoi d'armes par la France à la Libye et à l'Arabie saoudite.

## Commentaires sur Israël Salzer
Emmanuel Levinas parle de la traduction « admirable » du traité Pesachim par le grand-rabbin Israël Salzer.

## Œuvres
- Le Commentaire de Rachi sur le Pentateuque (T.I et II). Traduit en français par M. Israël Salzer... M. Joseph Bloch... M. Élie Munk...M. Ernest Gugenheim. Préface par le Grand-rabbin Jacob Kaplan. Rachi, sa vie et ses œuvres par le rabbin Simon Langer. Comptoir du Livre du Kéren Hasefer: Paris, 1957.
- Israël Salzer. La Gémara: Sanhedrin. Le Talmud de Babylone, traduit par les Membres du Rabbinat français: collection dirigée par M. le rabbin Élie Munk. Keren Hasefer ve-Halimoud, 1974.
- Israël Salzer. Le Talmud, traité Pessahim. Verdier, 1984[13].
- Israël Salzer. Le Talmud, traité Haguigua. Avant-propos du Grand-rabbin René-Samuel Sirat. Lagrasse: Verdier, 1991[14].